# Jens Cajuste
Jens-Lys Michel Cajuste (ur. 10 sierpnia 1999 w Göteborgu) – szwedzki piłkarz pochodzenia amerykańskiego występujący na pozycji pomocnika w angielskim klubie Ipswich Town, do którego jest wypożyczony z SSC Napoli oraz w reprezentacji Szwecji.

## Kariera klubowa

### Początki
Cajuste karierę piłkarską rozpoczął w Chinach, gdzie jego rodzina wyemigrowała w 2005 ze Szwecji. Rok później został zawodnikiem młodzieżowej drużyny Sports Beijing, a następnie Yu Ye Beijing. W 2009 powrócił do Szwecji, gdzie został piłkarzem Guldhedens IK. W 2010 przeszedł do Örgryte IS.

### Örgryte IS
W 2016 został przesunięty do pierwszej drużyny Örgryte IS. W Superettan zadebiutował 17 października 2016 w przegranym 1:4 meczu z IK Sirius.

### FC Midtjylland
Latem 2018 został piłkarzem FC Midtjylland. Podpisał z tym klubem 5-letni kontrakt. Swój pierwszy mecz w Superligaen rozegrał 26 sierpnia 2018 z Randers FC (3:0). Pierwszą bramkę w lidze duńskiej zdobył 21 października 2019, również w spotkaniu z Randers (2:1). W 2019 zdobył z Midtjylland Puchar Danii, a w 2020 mistrzostwo tego kraju. Natomiast w sezonie 2020/21 wywalczył z klubem awans do fazy grupowej Ligi Mistrzów. Łącznie w barwach Midtjylland rozegrał 58 ligowych spotkań, strzelając w nich 2 gole.

### Stade de Reims
10 stycznia 2022 przeszedł do Stade de Reims za 10 mln euro, dzięki temu został najdroższym zawodnikiem sprowadzonym do francuskiego zespołu. Podpisał z nim kontrakt do 2026 roku. W Ligue 1 zadebiutował sześć dni później w przegranym 0:1 spotkaniu z FC Metz. Pierwszą bramkę w tych rozgrywkach zdobył 6 marca 2022 w meczu z RC Strasbourg (1:1). Łącznie dla Stade de Reims wystąpił w 39 ligowych spotkaniach, w których strzelił 5 goli.

### SSC Napoli
10 sierpnia 2023 przeszedł do SSC Napoli za 12 mln euro. W Serie A wystąpił po raz pierwszy 19 sierpnia 2023 w wygranym 3:1 meczu z Frosinone.

### Wypożyczenie do Ipswich Town
W sierpniu 2024 został wypożyczony na jeden sezon do Ipswich Town.

## Kariera reprezentacyjna
Cajuste występował w reprezentacji Szwecji U-21, w której rozegrał 3 spotkania. W pierwszej reprezentacji zadebiutował 11 listopada 2020 w przegranym 0:2 spotkaniu towarzyskim z Danią. W 2021 został powołany na Euro 2020.

## Statystyki

### Klubowe
Stan na 23 sierpnia 2024
| Sezon   | Klub           | Kraj    | Rozgrywki   | Mecze | Bramki | Rozgrywki Europy   | Mecze | Bramki |
| ------- | -------------- | ------- | ----------- | ----- | ------ | ------------------ | ----- | ------ |
| 2016    | Örgryte IS     | Szwecja | Superettan  | 3     | 0      | –                  | –     | –      |
| 2017    | Örgryte IS     | Szwecja | Superettan  | 3     | 0      | –                  | –     | –      |
| 2018    | Örgryte IS     | Szwecja | Superettan  | 8     | 0      | –                  | –     | –      |
| 2018/19 | FC Midtjylland | Dania   | Superligaen | 2     | 0      | –                  | –     | –      |
| 2019/20 | FC Midtjylland | Dania   | Superligaen | 24    | 1      | Liga Europy UEFA   | 2     | 0      |
| 2020/21 | FC Midtjylland | Dania   | Superligaen | 27    | 1      | Liga Mistrzów UEFA | 8     | 0      |
| 2021/22 | FC Midtjylland | Dania   | Superligaen | 5     | 0      | Liga Europy UEFA   | 4     | 0      |
| 2021/22 | Stade de Reims | Francja | Ligue 1     | 8     | 2      | –                  | –     | –      |
| 2022/23 | Stade de Reims | Francja | Ligue 1     | 31    | 3      | –                  | –     | –      |
| 2023/24 | SSC Napoli     | Włochy  | Serie A     | 26    | 0      | Liga Mistrzów UEFA | 6     | 0      |

### Reprezentacyjne
Stan na 23 sierpnia 2024
| Reprezentacja | Rok     | Mecze | Gole |
| ------------- | ------- | ----- | ---- |
| Szwecja       | 2020    | 2     | 0    |
| Szwecja       | 2021    | 7     | 0    |
| Szwecja       | 2022    | 5     | 0    |
| Szwecja       | 2023    | 6     | 0    |
| Szwecja       | 2024    | 3     | 0    |
| Łącznie       | Łącznie | 23    | 0    |

## Sukcesy
FC Midtjylland
- Mistrzostwo Danii: 2019/20
- Puchar Danii: 2018/19